# Stephen Keshi
Stephen Okechukwu Keshi  (Azare, Nigeria, 23 de enero de 1962-Benin City, Nigeria; 8 de junio de 2016) fue un entrenador de fútbol nigeriano. El egipcio Mahmoud El-Gohary y Keshi son las dos únicas personas que han ganado la Copa Africana de Naciones como jugador y como entrenador.

## Como jugador
Como jugador jugó en el ACB Lagos, después se fue a jugar al Stade d'Abidjan de Costa de Marfil, al Lokeren, Anderlecht, Molenbeek y RC Strasbourg de Europa.
En 1995 fue contratado en Estados Unidos por el CCV Hydra, luego pasó al Sacramento Scorpions y se retiró en el Perlis FA de Malasia.

## Como entrenador
Keshi fue entrenador de las selecciones de Togo y Malí entre 2008 y 2010.
Se convirtió en entrenador de la Selección Nacional de Nigeria en 2011. Llevó a Nigeria a la clasificación para la Copa Africana de Naciones 2013, logrando ser campeón al derrotar a Burkina Faso por 1-0 en la final. Al día siguiente Keshi presentó su renuncia, pero se echó atrás en su decisión un día después. Por ser campeón de África, Nigeria participó en la Copa Confederaciones 2013, disputada en Brasil. El 17 de junio, en el primer partido de Nigeria en ese torneo, venció a Tahití 6-1. En su siguiente encuentro, el 20 de junio, perdió 1-2 contra Uruguay. Con 3 puntos en sus dos primeros partidos, el equipo sabía que tenía que ganar su siguiente encuentro para tener alguna posibilidad de clasificarse a la siguiente ronda. Sin embargo, perdió 0-3 contra España el 23 de junio de 2013. Como resultado, Nigeria terminó tercero en el grupo con 3 puntos y así fueron eliminados. Keshi fue destituido el 16 de octubre de 2014.
En octubre de 2014 Stephen Keshi fue destituido como seleccionador de Nigeria a pesar de conseguir la victoria por 3-1 sobre Sudán en partido de clasificación para la Copa de África de Naciones de 2015.
El 21 de abril de 2015 firma extensión de dos años como entrenador de Nigeria.
Stephen Keshi fue despedido como entrenador de la Selección Nacional de Nigeria 4 de julio de 2015. Un comunicado de la Federación Nigeriana de Fútbol (NFF) Comité Ejecutivo dijo que se tomó la decisión, después de haber revisado minuciosamente los informes / conclusiones de la Comisión Disciplinaria de la NFF y NFF Técnica y el Comité de Desarrollo, así como de haber revisado las acciones y la falta de acción de Stephen Keshi, en el ejercicio de sus funciones como entrenador en jefe Súper Águilas ', que NFF en falta el compromiso necesario para lograr los objetivos de la Federación según lo establecido en el empleo del entrenador contrato.

## Selección nacional
Fue internacional con Nigeria jugando 64 partidos en los que anotó nueve goles. Ganó con su selección la Copa Africana de Naciones 1994.